# 东南日报
《东南日报》是浙江省民国时期的一份报纸，由中国国民党浙江省党部机关报《杭州民国日报》改组而来，乃党部与党员公私合营，隶属东南新闻事业股份有限公司。1927年3月12日，《杭州民国日报》创刊，随即因为国民党清党停刊改组。1928年起，胡健中担任总编辑，后改为担任社长，改革报社，扩大影响，以“党的立场，自由色彩”为编辑方针。1934年6月，《杭州民国日报》更名为《东南日报》，并设立股份有限公司实行公私合营。
抗日战争中，《东南日报》报社南迁，设立金华版，随后分出丽水版与江山版，丽水版改为云和版，江山版改为南平版。抗日战争胜利后，云和版改为杭州版，南平版改为上海版。1949年5月，《东南日报》停刊。1949年中国共产党攻占杭州后，东南日报社被浙江日报社接管。

## 历史沿革

### 早期历程
1927年2月，国民革命军占领杭州。1927年3月12日，浙江省党部在杭县兴武路（今开元路）羊血弄西侧幽冀会馆创立了《杭州民国日报》。作为国共合作后的国民党浙江省党部主办报纸，直属于省党部宣传部，并设有党报管理委员会进行领导。中共党员宣中华兼任《杭州民国日报》社务委员会主任，张柳生担任总经理。杨贤江、戴邦定和唐公宪相继担任主任编辑。当时，主要宣传孙中山的三民主义以及联俄、联共、扶助农工政策，同时支持工农权益，并发展壮大国民党左派队伍。因此，尽管该报以国民党党报的名义成立，但多数主要负责人实际上倾向共产党，并与国民党军事系统在杭州主办的《杭州国民新闻》同日创刊，展开竞争。
1927年4月，国民党右派在杭州实施“清党”，导致《杭州民国日报》停刊并被强行改组。4月11日，多位中共党员，包括宣中华、唐公宪、陈士鼎被捕并遭杀害。之后，《杭州民国日报》在国民党右派的掌控下于4月14日复刊。在《杭州民国日报》被国民党右派改组的一年内，报社经历了7任社长的更迭。 在20世纪30年代之前，《杭州民国日报》影响力相对有限，日发行量大约在两到三千份或三到四千份左右。 1928年4月，国民党浙江省部改组，许绍棣任宣传部长，兼任《杭州民国日报》社长，邀请其复旦大学同学胡健中担任总编辑。
1929年5月，浙江省政府决定暂时取消“二五减租”政策，此举引发了《杭州民国日报》的强烈反对。该政策原本是根据孙中山遗训由国民党制定，旨在改善农民生活条件。《杭州民国日报》站在国民党浙江省党部的立场上，通过连续发表文章支持“二五减租”，与张静江之省政府产生对立。尤其是在4月29日，胡健中针对嘉兴中国银行遭抢劫一案撰写的社论，将案件原因归咎于贫富不均，间接批评了省政府的政策，引起了省政府的强烈不满。4月30日，省政府以《杭州民国日报》文章“牵强附会、抨击政府、蓄意鼓动风潮、有害地方治安”为由，命令该报从5月1日起停刊。当时胡健中被押送到南京的国民党中央党部进行处理。在国民党中央党部，叶楚伧和陈果夫对胡健中表示了安慰，并派遣陶希圣前往杭州进行调解。随后《杭州民国日报》也于同月28日恢复出版。 

### 发展壮大
1930年起，胡健中担任社长并兼任总编辑；1931年冬至1933年下半年，总编辑一职先后由徐世衡、刘湘女接任。 当胡健中担任社长后，他开始积极改革报社，这包括招聘更多的外勤记者，改善印刷设备和条件，同时将广告业务由外包转为报社自营，以此增加收入。在这些改革的基础上，报纸内容得到了丰富，例如增加了“本报专访”版块，并以较高的稿酬吸引了独家新闻报道。版面的布局和副刊内容也进行了相应的调整。 
国民党以《杭州民国日报》牵头，以各地区党政报纸为骨干，基本上形成全省国民党报系网络。 1933年初，《杭州民国日报》的日销售量接近一万份，原有的平版印刷机已不能满足需求。报社因此决定投资购买新的轮转机和压纸型机，并于同年9月开始使用。这不仅是杭州乃至整个浙江省首次使用轮转机进行印刷，而且还实现了套色印刷。随着报纸内容和形式的改进，以及印刷速度和质量的提升，加上浙赣铁路的向西延伸，为《杭州民国日报》提供了新的发展机遇。凭借其地理位置优势，该报在发行方面能够与上海的各大报纸展开竞争，在浙江西部及赣、闽地区的发行往往比上海的报纸提前一天到达读者手中。

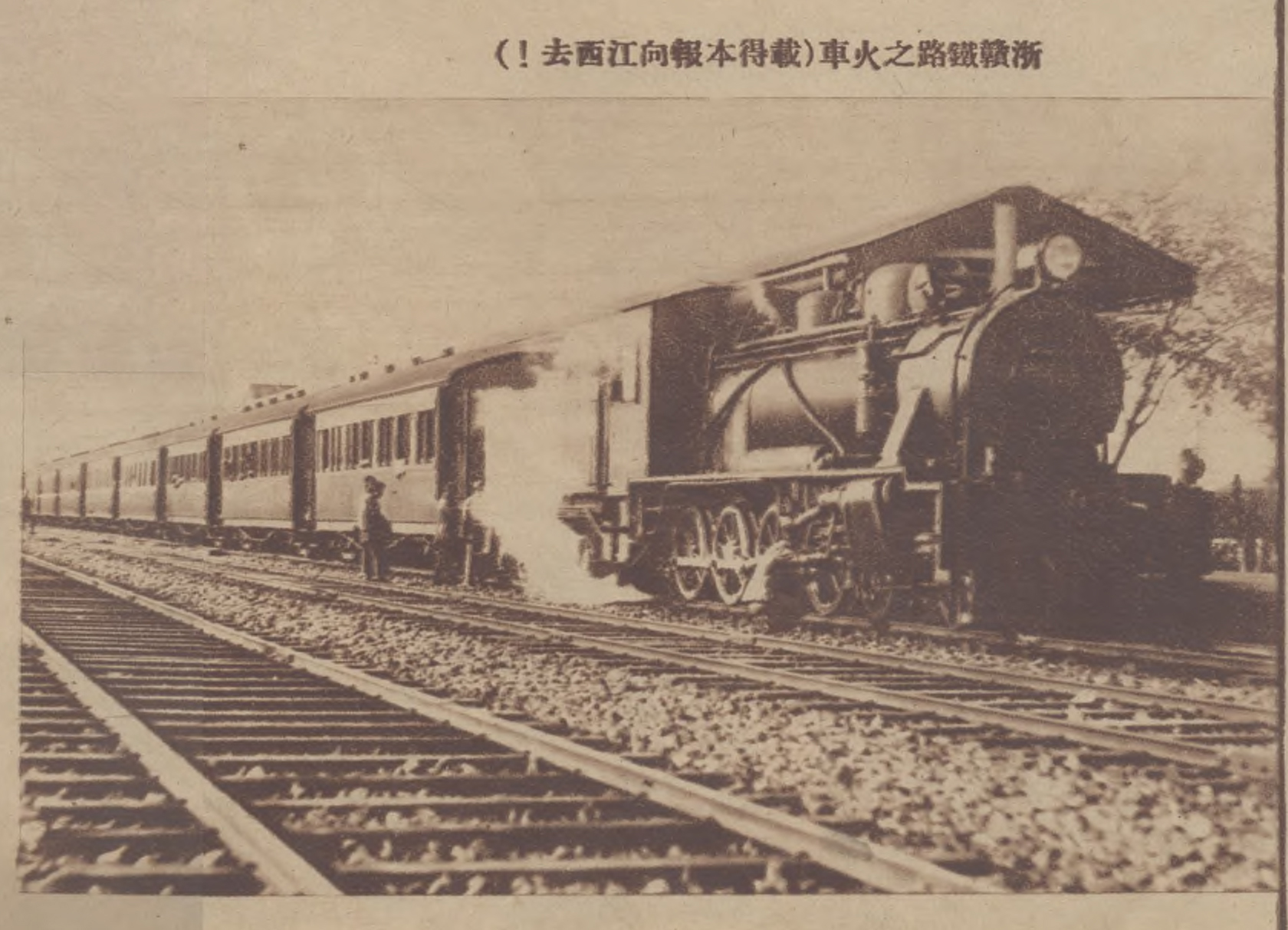
《東南日報》特刊载之浙贛鐵路之火車

为了突破《杭州民国日报》原有的地域局限性，拓展至中国东南地区， 1934年6月16日《杭州民国日报》更名为《东南日报》。同时，成立了东南日报股份有限公司。这一时期，东南日报股份有限公司在运营方面表现出色，使得该报的最高日发行量达到了3.5万份。其在浙江、苏南、闽北、皖南、赣东等地区广泛流传，其影响力和发行量在杭州地区的同行中遥遥领先，甚至一度赶上了资深的《大公报》。时任《东南日报》社长的胡健中与《大公报》的社长胡政之齐名，被誉为“南北二胡，一时瑜亮”。

### 战时迁移
七七事变后，《东南日报》一面派出战地记者，争取最新消息，一面则准备撤离杭州，人员设备南迁。11月19日，改在金华出版，报社设在金华城内塔下寺蒋氏宗祠；杭州仅出号外至12月22日。12月24日，日军攻占杭州，东南日报大厦被用作日军宪兵司令部。1937年底，黄绍竑来到浙江主政备战，他的《浙江省战时政治纲领》被《东南日报》拒登。为此，浙江省政府在1938年2月24日自行开办《浙江潮》。

1939年7月7日，报社迁往金华城外望府墩。1941年，日军偷渡钱塘江，金华告急，《东南日报》分两路转移：一路迁往丽水，出版有5月1日至8月31日丽水版，后撤回金华；另一路则退往江山，出版号外，于6月1日返回金华。撤回金华后，各在丽水和江山设置办事处，预留印刷器材，以备不测。东南日报社坚持运作，在金华期间，报纸的日发行量曾达到两万份。

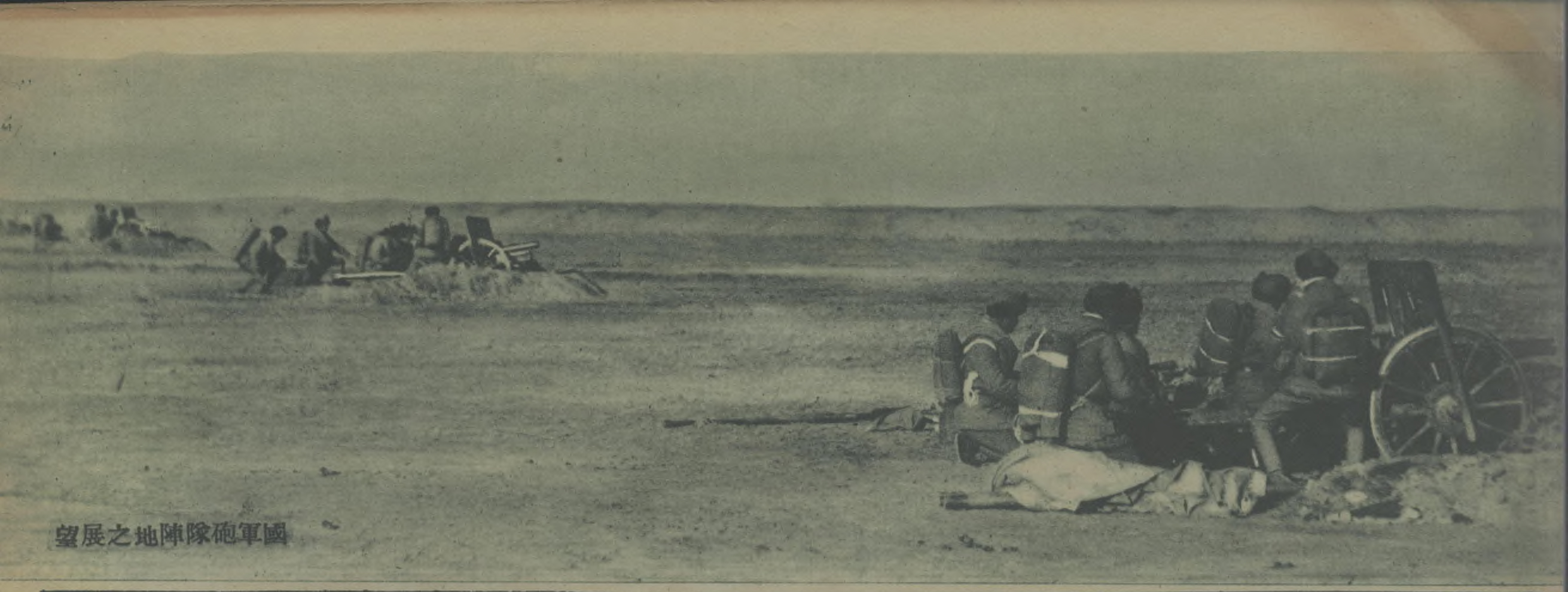
《东南日报》特刊中的國軍砲隊陣地之展望

1942年5月，浙赣战役爆发，5月20日起停刊，分两路迁移：
- 第一路在刘湘女带领下前往丽水。1942年5月，短暂恢复丽水版后，5月23日至8月28日，日军占领丽水。11月23日，在丽水上水南再度恢复丽水版。1943年3月31日，日军轰炸丽水，丽水分社被炸，停刊十日。1944年8月26日，因日军再度攻占丽水，丽水版8月21日至10月10日停刊，12月8日在云和复刊，改称云和版。[2]
- 第二路则在胡健中带领下前往江山。1942年5月26日，江山版发出号外，至6月4日因日军进犯而开始再度迁移，报社辗转前往福建南平。1942年8月21日，南平版创刊。[2]1943年秋，胡健中前往重庆担任《中央日报》的总社长，同时兼任《东南日报》社长，由朱苴英代理处理报社事务。 [15]发行量保持在约一万份左右。[17]

八年抗日战争期间，期间有超过60名员工及其家属不幸被敌机轰炸或因病去世，几乎占了报社总人数的10%。尽管面临极大困难，东南日报社仍积极宣传抗日精神。战争期间，《东南日报》的日发行量保持在1.8万份，成为东南地区重要的“墨堡笔垒”。

### 战后发展

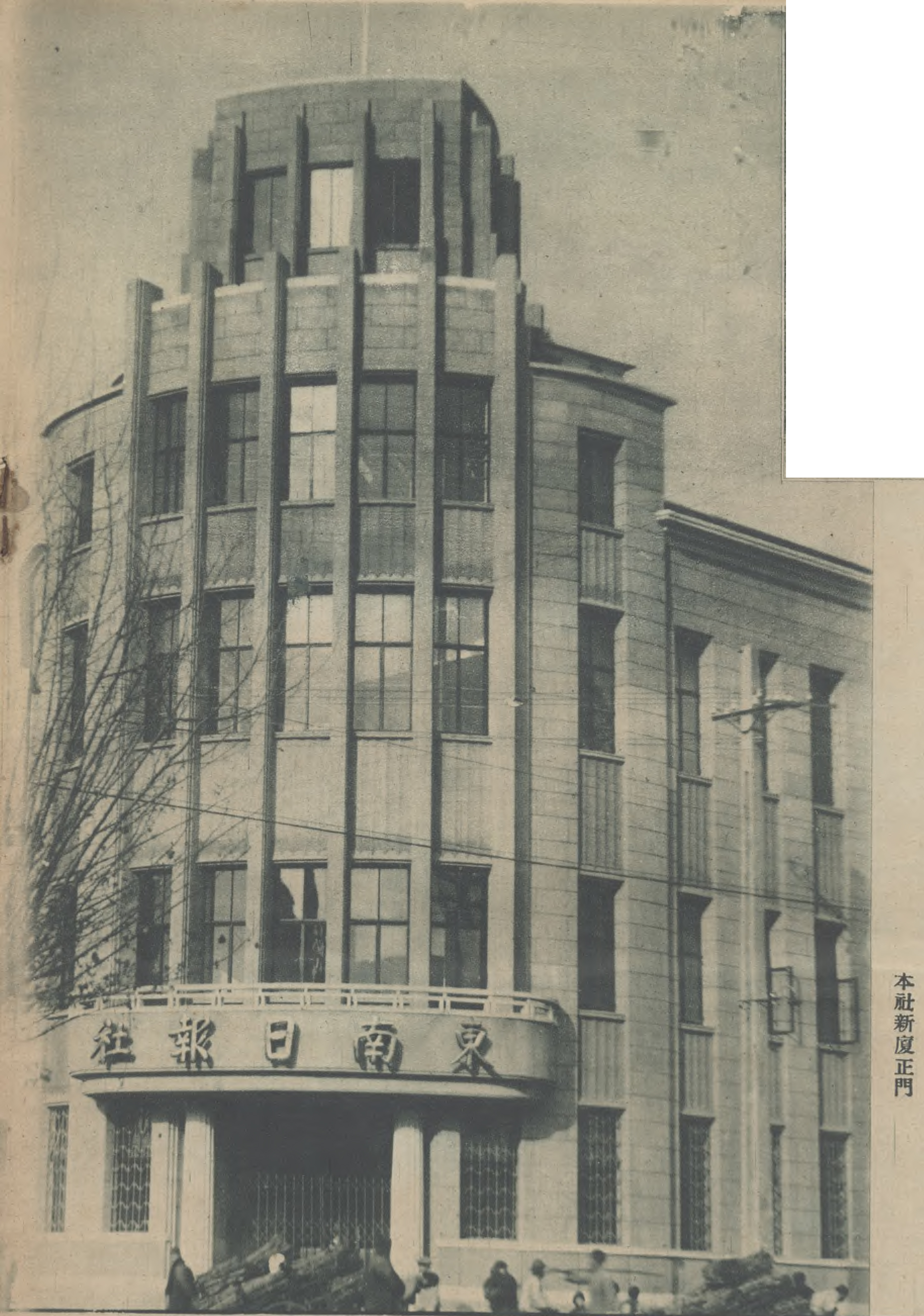
浙江省杭县众安桥东南日报大厦

抗日战争胜利后，云和分社率先派人返回杭州，以筹备发行。先是与《民族正气报》联合出版，于9月1日在杭州复刊。9月11日，收回杭州众安桥的东南日报大厦，由刘湘女代理社长职务。11月，南平版记者参与在台湾的日军受降仪式，并发布头条报道，是当时中国大陆报刊之独家。
12月，南平版停止发行。许绍棣、刘湘女计划将杭州分社改为总社，南平设立分社继续发行，被滞留重庆的胡健中拒绝。胡健中着手安排将南平版转进上海发行。胡健中邀请刘湘女前往上海协助报馆建立，但刘湘女抗拒担任胡健中下级而推辞。
1946年6月，胡健中辞任《中央日报》社长。6月16日，南平版改为上海版，在上海恢复发行，并在南京设立了办事处。期间获得陈布雷协助，以美元购置材料设备。1946年下半年，胡健中将杭州报社社长职务让予许绍棣，从而解除刘湘女代社长职务。1948年3月10日，东南日报股份有限公司更名为东南新闻事业股份有限公司，总部设于上海，在杭州设立分公司，除报社职员外，陈果夫、陈立夫、蒋经国、陈布雷、张道藩皆参股其中。
1948年10月，人民解放军取得辽沈战役胜利后，国民政府开始撤退至台湾。1948年10月，浙江大学学生领袖于子三被秘密逮捕，并死于监狱中。当局通过《东南日报》发布了关于于子三“畏罪自杀”的报道，引发学生抗争。同月，胡健中指导成立了一个“应变委员会”，计划将上海报馆人员设施直接送往台湾，杭州报馆则转进湖南衡阳，后经由广州前往台湾。1949年1月，该报的印刷器材和超过100吨的白报纸在运往台湾的过程中与太平轮一起沉没。外加杭州报馆员工则拒绝前往衡阳等原因，在台湾复刊的计划落空。
1949年4月，随着解放军发起渡江战役，东南日报社的副社长刘湘女及其家人离开杭州，导致报社运营陷入困境。报社员工自发组成“员工应变会”接管报社，成立了工人纠察队，并通过部分收入和购买的大米副食品来支持员工。杭州版《东南日报》最终于1949年5月3日停止出版，上海版的运营持续至1949年4月30日。人民解放军占领杭州后，在报社员工的协助下，报社的房屋、财产和器材得以完好无损地移交给共产党当局，并被用以创办《浙江日报》。

## 内容

### 立场
1930年代，《东南日报》提出“党的立场，自由色彩”之编辑方针，相较于《中央日报》，冲淡党派色彩，内容语调更加灵活。在更名初期，《东南日报》试图摆脱国民党党报的身份，公开声明《东南日报》是由一些对文化事业有兴趣、忠于新闻事业的国民党党员集资创办的，强调其民间报纸的身份。然而，实际上其作为国民党报纸的本质并未改变，胡健中自己也承认《东南日报》是“百分之百的党报”。 该公司的领导层由国民党的要员组成，包括董事长陈果夫、监事长陈立夫、常务理事许绍棣和胡健中，其他董事和监事也多为国民党中央委员或浙江省党部委员。胡健中和刘湘女分别继续担任《东南日报》的社长和总编辑，何怀仁担任经理。这一举措旨在冲淡报纸的官僚党派色彩，表面上塑造成一家民办报纸，以吸引更广泛的读者群和收集民心。 

### 作者群
为该报纸供稿的学者群中包括胡道静、陈友琴、陈大慈、袁微子、王季思、钟敬文、钱南扬、张其昀、齐思和等知名人士。著名报界人士如胡秋原、曹聚仁、许君武、钱谷风、赵浩生、查良镛、钟沛璋也是其中一员。翻译家群体由徐蔚南、杨镇华、董鼎山、董乐山、孙用、蔡振扬、黄鸿森、任明耀等组成。此外，章廷谦、高阳、许廑父、姚苏凤、蒋文杰、谢狱、沈达夫、朱馥生等作家也是该群体的一部分。中共党员如唐公宪、宣中华、杨贤江、戴邦定、冯雪峰等也在列。
1936年，杭州新闻记者公会迁移至众安桥东南日报社大厦旁，一并兴建。

### 副刊
《东南日报》的副刊种类繁多，1934年就包括了日刊如《沙发》和《吴越春秋》，以及旬刊《金石书画》。周刊方面，有《民众卫生》、《今代儿童》、《读书之声》、《教育园地》、《科学常识》、《银幕风光》和《现代经济》等七种。随后，该报还增加了如《东南画报》、《小筑》、《法言》、《学苑》、《读书园地》、《通俗讲坛》、《游艺》、《长春》、《文史》、《国际知识》、《大都会》和《体育版》等多种副刊。报社搬迁至金华后，《沙发》更名为《笔垒》，并增设了周六的《周末版》。
其中《东南日报》的副刊《笔垒》和《大公报》的副刊《大公园》被作家秦牧誉为“东西双星”。《笔垒》由张慧剑、陈向平等人担任编辑，吸引了包括冯玉祥、王造时、王西彦、靳以、羊枣、陈伯吹、谢岳、袁微子、翁心惠、曹聚仁等人定期投稿。《笔垒》还通过特刊的形式进行民众动员和宣传。例如，1939年5月4日和5日，《笔垒》连续两期推出了《五四青年节特刊》，刊登《中国青年励志会为庆祝五四青年节告青年书》、《青年节与科学精神》、《祝青年节》、《纪念五四青年节青年应有的认识》、《对“五四”的认识》等文章，号召青年继承五四精神。此外，《笔垒》还通过杂文、诗歌、报告文学等多种形式揭露日本战争罪行，介绍了日本的反战情绪。

## 参阅书目
- 王文科；张扣林 (编).  (PDF). 浙江大学出版社. 2010  [2024-01-28]. （原始内容存档 (PDF)于2024-01-28）.
- 张梦新. . 北京: 中国社会科学出版社. 2011. ISBN 978-7-5004-9930-5.
- 中国人民政治协商会议浙江省委员会文史资料研究委员会 (编). . 浙江文史资料第61辑. 杭州: 浙江人民出版社. 1997. ISBN 7-213-01593-1.